# Boys Say Go!
Boys Say Go! es una canción del grupo inglés de música electrónica Depeche Mode compuesta por Vince Clarke, publicada en el álbum Speak & Spell de 1981.

## Descripción
Es una ligera, desenfadada y sonora función synth pop destinada a las pistas de baile, como casi todas las de Speak & Spell, conducida por una notación rápida de Vince Clarke y efectos varios por sus otros compañeros, con una letra juvenil sin profundidad alguna cantada a coro por secciones, la cual, en realidad, lograría ser una de las más duraderas del álbum.
Comienza con el canto duplicado de los miembros de DM, coreando simplemente “Boys Say Go!”, para pasar a la siempre característica notación veloz de Vince Clarke, aunque con algo de mayor apoyo del efecto de percusión prestado por la caja de ritmos.
La letra, como era costumbre de Clarke, carece de pretensión audible con lo que cae en un discurso prácticamente bobalicón y simplista. Es sólo un llamado al divertimento juvenil despreocupado, lo cual desde luego no es un defecto, después de todo Clarke y sus compañeros eran sólo unos noveles exponentes del género tomando forma, y en ello mismo se encuentra el mérito del tema al haber creado un tema popular y contagioso en sus ritmos sintetizados con su muy escasa duración de apenas tres minutos.
Sin embargo, su mismo sonido tan básico fue lo que obligara al grupo a ir relegando poco a poco éste como la mayoría de los temas de la colección, sobre todo conforme fueron endureciendo su sonido. Aun así, su influencia puede sentirse en temas tan tardíos como World in My Eyes de 1990 e incluso Fragile Tension e In Sympathy de 2009, si bien éstos con letras mucho más trabajadas. Por otro lado, Boys Say Go! presentaba la forma concreta en que se conducirían las composiciones posteriores de Clarke, especialmente las hechas en el proyecto Erasure, pues como las de ese dueto consiguió darle protagonismo a todos los elementos que la componen; en el caso de Boys Say Go! a cada uno de sus compañeros. Ello es su mayor aporte a al música de DM, el haber sentado el sonido de una de sus más distintivas y exitosas facetas, la de los temas bailables, junto con el infalible clásico Just Can't Get Enough, mientras para el propio Clarke sentaría en más de un modo la tendencia retomada en Erasure, con temas electrónico-vocales también insertos en una corriente de música meramente bailable.
De ningún modo se demerita lo alcanzado por Boys Say Go!, ni lo vuelve sólo una pieza cuyo valor se encuentre en su influencia posterior, pues fue una de las primeras canciones realmente populares de DM, de las pedidas por el público en sus conciertos, aunque es de observarse como tras de 1986 fue olvidada en conciertos, muy seguramente por lo, literalmente, juvenil de su sonido contra los temas dramáticos y oscuros que le siguieron. Es por ejemplo mucho más popular que el original primer sencillo de DM, Dreaming of Me.

## En directo
La canción se interpretó durante su correspondiente gira del álbum, el 1981 Tour, y consecuentemente en las que le siguieron, el See You Tour, el Broken Frame Tour y en el Construction Tour como último tema de cada concierto, para ser retomada en 1986 durante el Black Celebration Tour, en éste hacia el cierre de conciertos y en el cual rompía con la temática meramente “oscura” de aquel tour junto con los también temas más festivos Just Can't Get Enough y More Than a Party.
- Datos: Q5732989